# Новокукинське сільське поселення
Новоку́кинське сільське поселення (рос. Новокукинское сельское поселение) — сільське поселення у складі Читинського району Забайкальського краю Росії.
Адміністративний центр — село Нова Кука.

## Історія
2013 року було утворено село Зарічне шляхом виділення частин села Жипковщина.

## Населення
Населення сільського поселення становить 3092 особи (2019; 3247 у 2010, 3390 у 2002).

## Склад
До складу сільського поселення входять:
| Населений пункт  | Населення, осіб (2002) | Населення, осіб (2010) |
| ---------------- | ---------------------- | ---------------------- |
| Жипковщина, село | 539                    | 558                    |
| Зарічне, село    | -                      | -                      |
| Лісна, селище    | 813                    | 759                    |
| Нова Кука, село  | 1732                   | 1628                   |
| Стара Кука, село | 306                    | 302                    |